# El inglés que subió una colina pero bajó una montaña

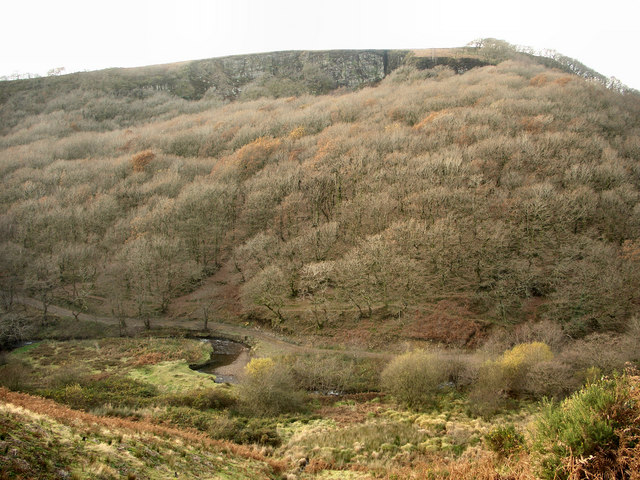
Garth Hill, la colina a la que se refiere el título del filme.

El inglés que subió una colina pero bajó una montaña es una película británica dirigida por Christopher Monger.

## Argumento
En 1917, dos cartógrafos llegan al pueblo de Ffynnon Garw, enviados por el gobierno a elaborar el nuevo mapa del país de Gales. Los habitantes del lugar están orgullosos de una colina cercana al pueblo, a la que denominan "la primera montaña de Gales". Al realizar la medición respectiva, los cartógrafos informan de que, por la altura que tiene, no puede ser considerada montaña, sino colina, ya que le faltan 20 pies. Por esto, el pueblo entero colabora para solucionar esa pequeña diferencia.

## Ficha artística
- Hugh Grant (Reginald Anson).
- Tara Fitzgerald (Betty de Cardiff).
- Colm Meaney (Morgan el Chivo).
- Ian McNeice (George Garrad).
- Ian Hart (Johnny el Traumatizado).
- Kenneth Griffith (Reverendo Jones).
- Tudor Vaughn (Thomas Twp).
- Hugh Vaughn (Thomas Twp, también).

## Relación con la realidad
La película tuvo tanto éxito que provocó una avalancha de turistas a la cumbre de Garth Hill y al típico pueblo gales de Pentyrch.

## Idioma galés
Uno de los chistes más complicados de la película ocurre cuando un mecánico dice "Well I don't know the English word, but in Welsh we call it a be'chi'ngalw". En idioma galés, be'chi'ngalw es una palabra inventada, como "whatchamacallit" o "thingamajig" en inglés.

## En la cultura popular
La banda sonora del film se ha hecho muy popular y suena en varios programas y documentales. En un episodio de Veggie Tales, "King George and the Ducky," se hace una parodia de la película, cambiando el título por The Englishman Who Went up a Hill and Came Down with All the Bananas.